# Muraena lentiginosa
Muraena lentiginosa — вид риб родини муренових (Muraenidae) ряду вугроподібних (Anguilliformes).

## Поширення
Країни: Колумбія, Коста-Рика, Еквадор, Сальвадор, Гватемала, Гондурас, Мексика, Нікарагуа, Панама, Перу. Цей асоційований з рифами вид часто бачили в дрібній воді на глибині до 25 метрів. Харчується в основному вночі ракоподібними і рибами.

## Морфологія
Спинний і анальний плавники вкриті шкірою. Зуби загострені і добре розвинені. Тіло коричневе, з жовтими оточеними темним плямами, які стають численнішими з віком. Іншим різновидом є від жовтувато-коричневого до близько білого кольору особини з темно-коричневою плямистістю. Досягає 60 см.